# Iδ指数
{\displaystyle I_{\delta }}指数 （あいでるたしすう）は、個体群生態学における指数。生物の分布様式を示す分布集中度指数のひとつである。
1959年に森下正明（1913年 - 1997年)が提唱したものである。生物の分布様式を調べる際、対象とする場を特定の大きさの区画に分け（コドラート法、分布様式区画法の項参照）、それぞれに含まれる個体数を数えることでしらべる方法が普通である。ところが、それまで広く用いられていた分散指数 {\displaystyle \sigma ^{2}/m} を用いる手法では、非機会分布のとき区画ごとの個体数の平均によって影響を受ける。この指数はその点を改良したもので、生物の分布様式解析の定番となった。考案者にちなんで森下の{\displaystyle I_{\delta }}指数（もりしたのあいでるたしすう）、森下の公式、Morisita Overlap Index とも呼ばれる。（森下本人のこだわりからMorishitaではなくMorisitaである。）
{\displaystyle I_{\delta }}指数を計算するに際して、調査区域を隣接するいくつかの区画、たいていの場合は方形区に分割し、その中の個体数を数える。
{\displaystyle I_{\delta }}指数は、次の数式で定義される。
{\displaystyle I_{\delta }=q\sum _{j=1}^{q}x_{j}(x_{j}-1){\Bigg /}\sum _{j=1}^{q}x_{j}\left(\sum _{j=1}^{q}x_{j}-1\right)}
{\displaystyle q} ：区画数
{\displaystyle x_{j}} ：j番目の区画内の個体数
{\displaystyle I_{\delta }>1}　のとき分布様式は集中分布
{\displaystyle I_{\delta }=1}　のとき分布様式はポアソン分布に従う機会分布
{\displaystyle I_{\delta }<1}　のとき分布様式は一様分布

## 参考論文
- Iδ指数の構造　森下正明
- 指数のサンプリングへの応用　森下正明
- Iδ-法における母集団値推定法の改訂　森下正明
- ヒメアメンボの棲息密度と移動　その1　森下正明
- ヒメアメンボの棲息密度と移動　その2　森下正明

## 参考サイト
- 一般財団法人京都大学名誉教授森下正明研究記念財団
- 森下正明論文集